# صولا ماتوفو
صولا ماتوفو (بالإنجليزية: Sula Matovu)‏ (17 يوليو 1992 في أوغندا - ) هو لاعب كرة قدم أوغندي في مركز الهجوم. شارك مع منتخب أوغندا لكرة القدم. أما مع النوادي، فقد لعب مع نادي أربيل ونادي النجف ونادي سانت جورج ونادي كايزر تشيفز ونادي هكن وووترفورد يونايتد وProline FC ‏.

## وصلات خارجية
- صولا ماتوفو على موقع قاعدة بيانات كرة القدم.إي يو (الإنجليزية)
- صولا ماتوفو على موقع ناشيونال فوتبول تيمز (الإنجليزية)
- صولا ماتوفو على موقع عالم كرة القدم.نت (الإنجليزية)